# Thomas Behrend

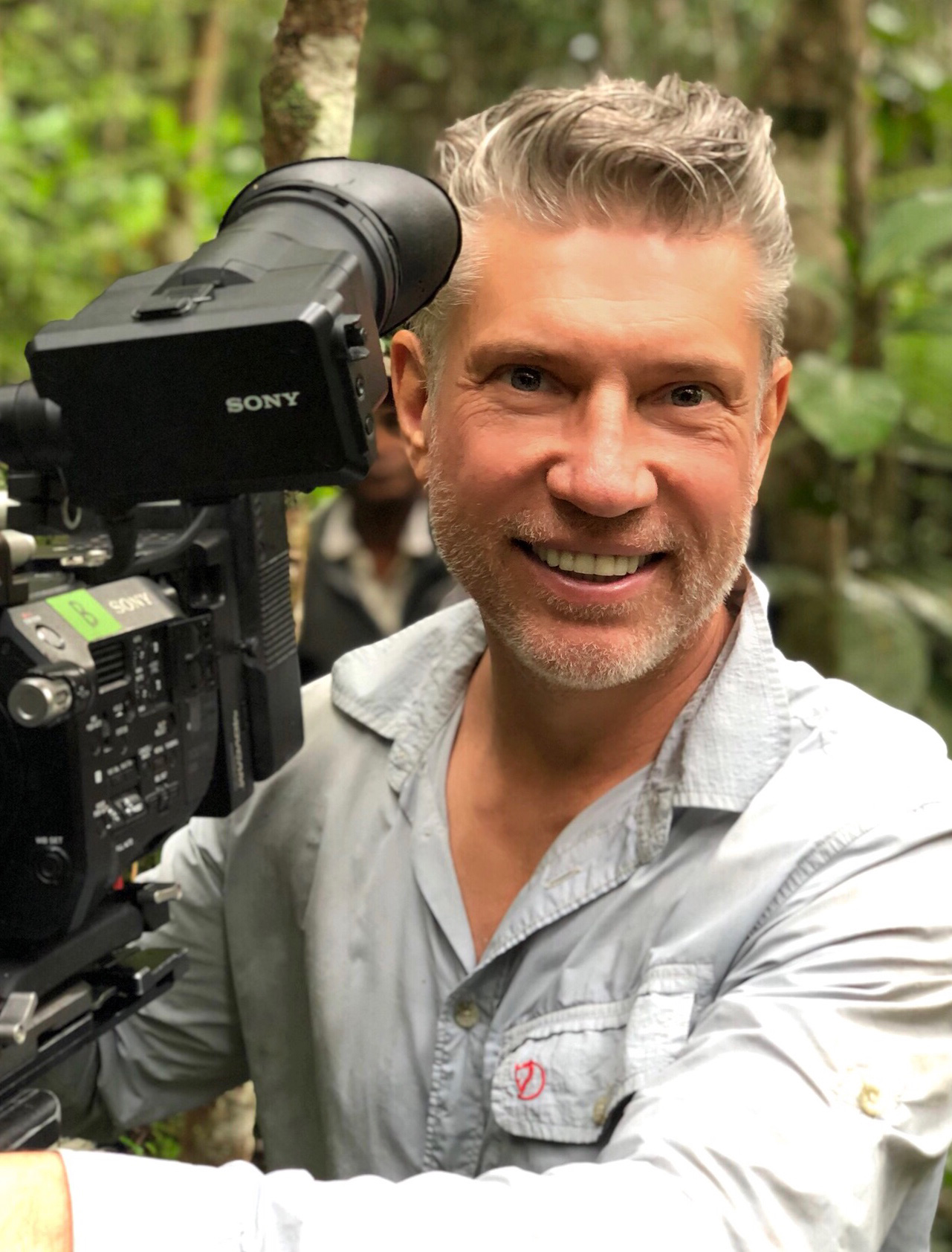
Thomas Behrend (2019)

Thomas Behrend (* 18. November 1964 in Hamburg) ist ein deutscher Dokumentarfilmer, der vor allem für seine Unterwasseraufnahmen bekannt ist.

## Werdegang
Behrend wurde im Alter von sechs Jahren durch seine Eltern an das Segeln herangeführt. Dadurch entwickelte sich über Jahre eine immer stärker werdende Liebe zum Meer. Als Jugendlicher war er von den Meeresfilmen Jacques-Yves Cousteaus fasziniert. Er studierte Maschinenbau, war nebenbei allerdings Sporttaucher und machte eigene Aufnahmen unter Wasser. 1988 hatte er seinen ersten Auftrag als Kameramann, einen Beitrag über Wracks in der Ostsee. Beim Filmproduzenten Walter Sigl vertiefte er sein Wissen im Umgang mit der Kamera.
1991 gründete er die Produktionsfirma Blue Planet Film. Seitdem hat er über 100 Naturdokumentarfilme und Reportagen realisiert. In vielen seiner Filme ist Behrend auch vor der Kamera zu sehen.
Im Herbst 1998 unternahm er als erster Mensch im Roten See einen Tieftauchgang in 180 m Wassertiefe und entdeckte dabei dessen Hauptzufluss.
Seit Mitte der 2000er Jahre thematisiert Behrend in seinen Filmen zunehmend die globale Erwärmung: Eisbären können nicht weinen (2008), Das Drachenrätsel – Meerechsen auf Galapagos (2017), Unsere Meere (2023). Seit 2019 hält Behrend Vorträge für Unternehmen über meeres- und umweltrelevante Themen.
Im Sommer 2023 startete Behrend die Kampagne „Planet Ozean – warum wir die Meere retten müssen, um selbst zu überleben“. mit der er auf den Klimawandel aufmerksam machen will. 

## Privatleben
Thomas Behrend war von 2015 bis 2022 mit der 27 Jahre jüngeren Theresia Fischer bekannt aus Germany’s Next Topmodel liiert. Bei einer von Fischer inszenierten Hochzeit heirateten die beiden in der Finalsendung 2019.

## Auftritte als Moderator
- 2017: Wildes Südafrika – Das Abenteuer
- 2014: Abenteuer Kongo
- 2011: Mondfische – Rätselhafte Giganten
- 2010: Manatis mögens heiß – Floridas Seekühe
- 2010: Abenteuer Urwald – Unter Gorillas
- 2009: Abenteuer Mittelmeer – Auf der Spur der Mönchsrobben
- 2009: Giganten im Mittelmeer – Pottwalen auf der Spur
- 2008: Abenteuer Namib, 2 Teile
- 2007: Abenteuer Ozean, 3 Teile

## Ehrungen

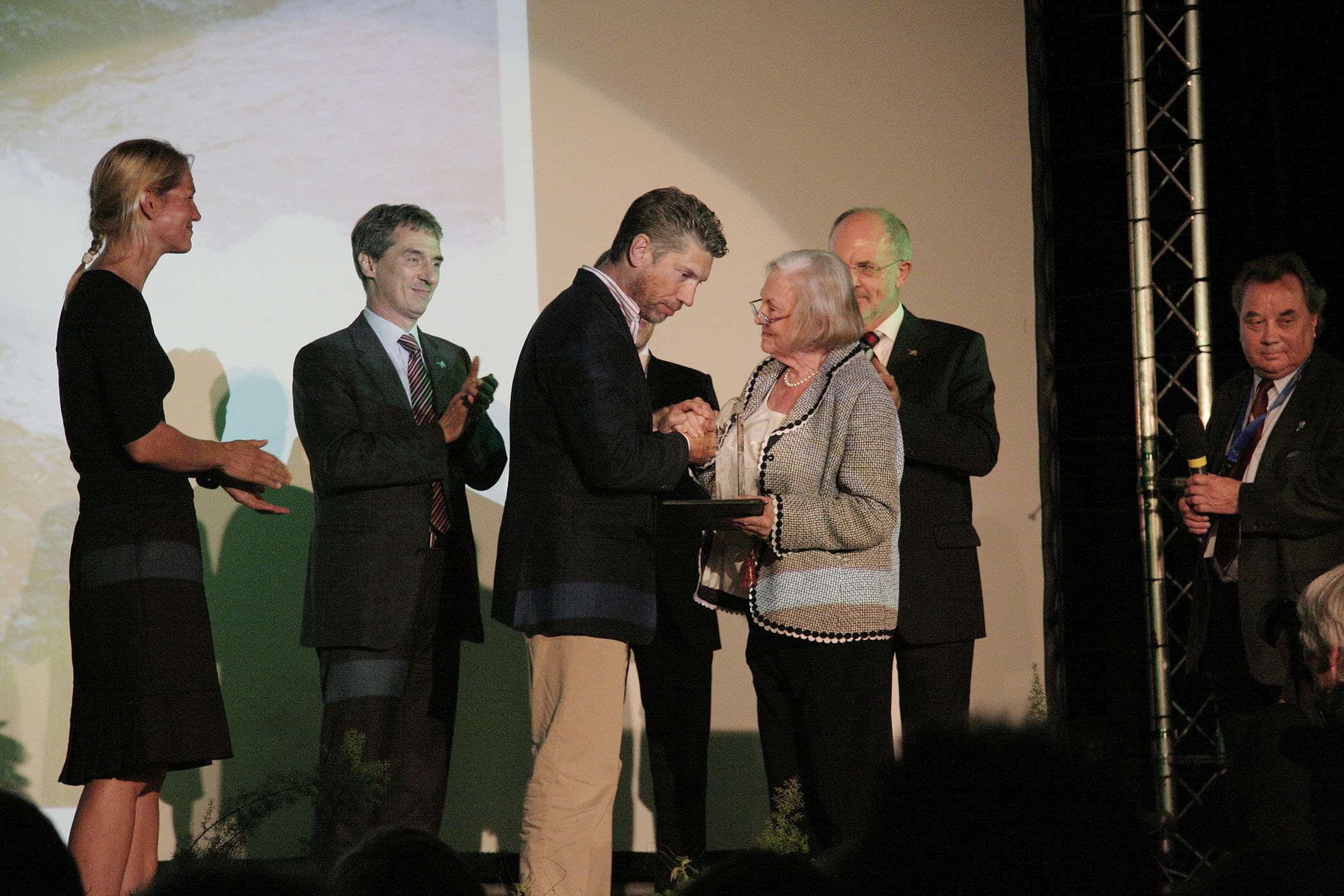
Preisverleihung Heinz-Sielmann-Preis 2009 für Eisbären können nicht weinen im Vordergrund Thomas Behrend, 3. v. links

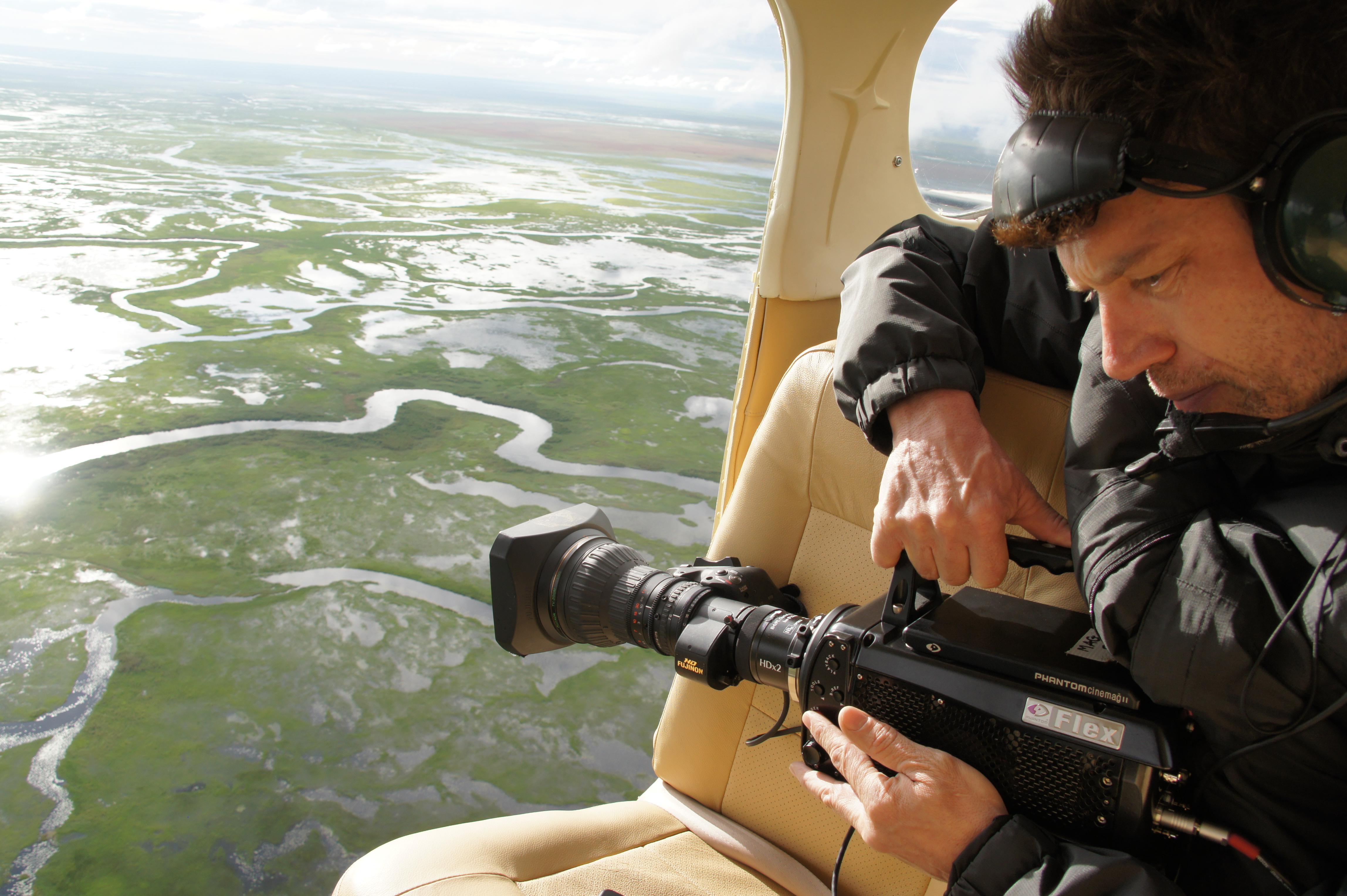
Thomas Behrend bei den Dreharbeiten zu Mythos Kongo (2012)

- Unsere Meere – Die Ostsee Teil 1. Nordischer Filmpreis. Greenscreen Filmfestival Eckernförde, Deutschland 2023
- Galapagos – Im Bann der Meeresströmungen. Bester Meeresfilm Greenscreen. Filmfestival Eckernförde, Deutschland 2018.
- Congo – Deep and dangerous. Best Wildlife Habitat Program. Jackson Hole Wildlife Filmfestival, USA 2015.
- Mondfische – Rätselhafte Giganten. Nominierung Bester Meeresfilm. Greenscreen Filmfestival Eckernförde, Deutschland 2012.
- Angelique und Gorillas. Nominierung Beste Geschichte. Greenscreen Filmfestival Eckernförde, Deutschland 2011.
- Giganten im Mittelmeer – Pottwalen auf der Spur, 2011, Nominierung Goldene Kamera
- Eisbären können nicht weinen: 2009 Heinz-Sielmann-Filmpreis auf dem Internationalen Naturfilmfestival „Green Screen“ in Eckernförde
- Das Abenteuer der Eisbärenkinder. Bester Deutscher Film. NaturVision, Neuschönau, Deutschland 2008.
- Polar Bears – Living on thin ice. Best Director. Matsula Nature Film Festival, Lihula, Finnland 2008.
- Polar Bears – Living on thin ice. Magnolia Award. Shanghai TV Festival, Shanghai, China 2007
- Jäger am Kap der Stürme, 2004 Goldene Palme auf dem Festival Mondial de l’Image Sous-Marine in Antibes, die wichtigste Auszeichnung für Unterwasserdokumentationen, und andere Preise.

Quelle

## Filmografie
- 2023: Unsere Meere – Die Nordsee und die Ostsee, 4 Teile
- 2020: Die Viktoriafälle – Afrikas Garten Eden
- 2019: Unbekanntes Madagaskar – Teil 1: Im Dschungel der Lemuren, Teil 2: Im Reich der Kattas
- 2018: Unbekanntes Mittelmeer – Teil 1: Zwischen Wüsten und Vulkanen, Teil 2: Zwischen den Kontinenten
- 2018: Das Drachenrätsel – Die verschwundenen Meerechsen von Galapagos
- 2017: Galapagos – Teil 1: Im Bann der Meeresströmungen, Teil 2: Gefangen im Paradies
- 2015: Wildes Südafrika – Teil 1: Das Kap der Extreme, Teil 2: Zwischen Tropen und Savanne, Teil 3: Wo die Wüste blüht
- 2015: Das Geheimnis der Wüstenelefanten
- 2014: Mythos Kongo – Teil 1 Fluss der Extreme, Teil 2 Im Reich der Menschenaffen, Teil 3 Abenteuer Kongo
- 2012: Die Schlei – Holsteins schönste Förde
- 2011: Angelique und die Gorillas
- 2011: Mondfische – Rätselhafte Giganten
- 2011: Irlands Küsten – Teil 1 Dublin und der Osten, Teil 2 Die irische Riviera, Teil 3 Der wilde Westen, Teil 4 Der stürmische Nordwesten, Teil 5 Belfast und der Norden
- 2010: Abenteuer Urwald – Unter Gorillas
- 2010: Manatis mögens heiß – Floridas Seekühe
- 2010: Abenteuer Mittelmeer – Auf der Spur der Mönchsrobben
- 2009: DKRZ – Höchstleistung für die Klimaforschung
- 2009: Unsere Ozeane, Kinofilm
- 2009: Giganten im Mittelmeer – Pottwalen auf der Spur
- 2009: Götter der Meere – 100 Jahre Schärenkreuzer
- 2008: Abenteuer Namib – Teil 1: Im Tal der Wüstenlöwen, Teil 2: Im Tal der Elefanten
- 2008: Eisbären können nicht weinen – Die Arktis im Klimawandel
- 2007: Das Abenteuer der Eisbärenkinder
- 2006: Abenteuer Ozean – Teil 1: Zwischen Jägern und Gejagten, Teil 2: Unter Weißen Haien, Teil 3: Am Riff der Teufelsrochen
- 2004: Jäger am Kap der Stürme